# Střední doba života
Střední doba života (obvykle značená řeckým písmenem τ) je fyzikální veličina charakterizující čas setrvání dané entity v nestabilním stavu. Entitou může být nestabilní elementární částice, atomové jádro radioaktivního nuklidu, nestabilní energetický stav atomu apod.
Střední doba života je pro exponenciální přeměnu rovna převrácené hodnotě přeměnové konstanty a je přímo úměrná poločasu přeměny.
Udává se jako důležitá charakteristika elementárních částic. 

## Značení a jednotky
Doporučené značení střední doby života je {\displaystyle \tau \,}.
Protože se jedná o čas, je hlavní jednotkou soustavy SI sekunda, značka „s“. 
Vzhledem k velmi rychlému rozpadu některých částic se často používají i dekadické díly této jednotky, zejména milisekunda „ms“ a nanosekunda „ns“.
Naopak vzhledem k dlouhým dobám života některých radioaktivního nuklidů se někdy používají i vedlejší jednotky hodina „h“ a den „d“, v případech kdy se nejedná o přesnost i mimosoustavová jednotka rok (nejednoznačně stanovená, nemá jednotnou mezinárodní značku – obvykle značená „r“ z českého rok nebo „a“ z latinského annus, případně „y“ či „yr“ z anglického year).

## Definice a výpočet
Střední doba života je definována jako střední doba, za niž dojde k přeměně dané entity (částice, energetického stavu apod.). Matematicky ji lze vyjádřit vztahem:
{\displaystyle \tau ={\frac {\int _{0}^{\infty }t\,{\frac {\mathrm {d} N}{\mathrm {d} t}}\,\mathrm {d} t}{\int _{0}^{\infty }{\frac {\mathrm {d} N}{\mathrm {d} t}}\,\mathrm {d} t}}}, kde {\displaystyle t\,} značí čas, {\displaystyle \left({\frac {\mathrm {d} N}{\mathrm {d} t}}\,\mathrm {d} t\right)\,} počet entit daného statistického souboru, které se přemění za dobu {\displaystyle \mathrm {d} t\,}.

## Střední doba života u exponenciální přeměny
Pro exponenciální přeměnu, pro kterou je úbytek počtu entit {\displaystyle N\,} dán vztahem
{\displaystyle N=N_{0}\,\mathrm {e} ^{-\lambda t}},
se lze prostým dosazením do definičního vztahu přesvědčit, že platí:
{\displaystyle \tau ={\frac {1}{\lambda }}}, kde {\displaystyle \lambda \,} je tzv. přeměnová konstanta, u radioaktivního rozpadu zvaná rozpadová konstanta.
Dosazením střední doby života za čas ve vztahu pro exponenciální přeměnu lze získat názornou interpretaci střední doby života: 
Střední doba života (pro exponenciální přeměnu) je doba, za kterou poklesne v daném statistickém souboru počet entit na {\displaystyle {\tfrac {1}{\mathrm {e} }}}-násobek původního počtu, e je Eulerovo číslo. 

## Příbuzné veličiny

### Poločas přeměny
Poločas přeměny (doporučené značení T½) je střední doba, za níž dojde v daném statistickém souboru k přeměně poloviny entit.
Pro exponenciální přeměnu je přímo úměrná střední době života podle vztahu:
{\displaystyle T_{1/2}=\tau \,\ln 2}.

### Šířka energetického stavu
Šířka energetického stavu (též šířka energetické hladiny, doporučené značení Γ) je mírou intervalu energií, které nabývá daný nestabilní kvantový systém v daném energetickém stavu (mírou neurčitosti energie dané energetické hladiny). 
Tato veličina je založena na relaci neurčitosti pro určení energie a charakteristického času a je definována vztahem:
{\displaystyle \Gamma ={\frac {\hbar }{\tau }}}, kde {\displaystyle \hbar \,} je redukovaná Planckova konstanta.
Používá se místo střední doby života např. v případech, kdy přeměna probíhá vlivem silné jaderné interakce a střední doba života je extrémně krátká – tedy např. jako charakteristika tzv. rezonancí.
Šířka energetického stavu má rozměr energie a jako její jednotka se zpravidla používá elektronvolt nebo jeho násobky (keV, MeV, GeV).

## Charakteristiky jiných průběhů přeměn
Následující tabulka udává střední dobu života a poločas přeměny pro různé charakteristické průběhy počtu entit v souboru (rychlost úbytku entit je dána významnými rozděleními pravděpodobnosti). 
| průběh úbytku entit       | funkce počtu entit {\displaystyle {\frac {N(t)}{N_{0}}}}                                     | střední doba života {\displaystyle \tau \,}                    | poločas přeměny {\displaystyle T_{1/2}\,}           |
| ------------------------- | -------------------------------------------------------------------------------------------- | -------------------------------------------------------------- | --------------------------------------------------- |
| exponenciální             | {\displaystyle \mathrm {e} ^{-\lambda t}}                                                    | {\displaystyle {\frac {1}{\lambda }}}                          | {\displaystyle {\frac {\ln 2}{\lambda }}}           |
| normální                  | {\displaystyle 1-\Phi \left({\frac {t-\mu }{\sigma }}\right)}                                | {\displaystyle \mu \,}                                         | {\displaystyle \mu \,}                              |
| log-normální              | {\displaystyle 1-\Phi \left({\frac {\ln t-\mu }{\sigma }}\right)}                            | {\displaystyle \mathrm {e} ^{\mu +{\tfrac {1}{2}}\sigma }}     | {\displaystyle \mathrm {e} ^{\mu }}                 |
| Weibullův                 | {\displaystyle \mathrm {e} ^{-({\frac {t}{\lambda }})^{\beta }}}                             | {\displaystyle \lambda \Gamma (1+{\frac {1}{\beta }})}         | {\displaystyle \lambda \ln(2)^{\tfrac {1}{\beta }}} |
| {\displaystyle \chi ^{2}} | {\displaystyle {\frac {\gamma ({\tfrac {k}{2}},{\tfrac {t}{2}})}{\Gamma ({\tfrac {k}{2}})}}} | {\displaystyle k\,}                                            | {\displaystyle \thickapprox k-{\tfrac {2}{3}}\,}    |
| logistický                | {\displaystyle {\frac {1}{1+\mathrm {e} ^{\tfrac {x-\mu }{s}}}}}                             | {\displaystyle \mu \,}                                         | {\displaystyle \mu \,}                              |
| log-logistický            | {\displaystyle {\frac {\alpha ^{\beta }}{t^{\beta }+\alpha ^{\beta }}}}                      | {\displaystyle {\frac {\alpha \pi }{\beta \sin(\pi /\beta )}}} | {\displaystyle \alpha \,}                           |